# Devin Robinson
 Devin Ray Robinson (nascido em 7 de março de 1995) é americano jogador de basquete que joga no Toronto Raptors da National Basketball Association (NBA). Ele jogou basquete universitário na Universidade da Flórida.

## Escola secundária e faculdade
Robinson ganhou o título de Jogador do Ano da Liga da Preparação da Virgínia depois de ter uma média de 24 pontos, dez rebotes, três tocos e duas assistências por jogo na Christchurch School na temporada de 2013-14, a caminho do vice-campeonato estadual da Divisão II da VISAA.
Ele foi recrutado por Billy Donovan para a Universidade da Flórida. Apesar de estar decepcionado com o fato de Donovan ter deixado os Gators pela NBA antes de seu segundo ano, Robinson ficou na Flórida.
"Devin corre e pula como um cervo (...) Ele é um cara muito talentoso. Ele pode ser uma força em ambos os lados da quadra", disse o técnico da Flórida, Michael White, em março de 2017, de acordo com richmondfreepress.com.
Robinson teve uma média de 11,1 pontos e 6,1 rebotes por jogo na temporada de 2016-17 e, em seguida, decidiu abrir mão de seu último ano para lançar sua carreira profissional e entrar no Draft da NBA de 2017.

## Carreira profissional
Ele não foi selecionado no Draft de 2017, mas juntou-se ao Washington Wizards para a Summer League de 2017. Com base nessa performance, Robinson assinou um contrato bilateral com os Wizards em 14 de julho de 2017. Ele se tornou o segundo contrato bidirecional da equipe naquele ano, o que significa que ele também pode jogar pelo afiliado dos Wizards na G-League. Em 2 de novembro de 2017, Robinson foi designado para o Delaware 87ers da G-League, e mais tarde para o Westchester Knicks .
Jogando pelos Wizards na Summer League de 2018, Robinson liderou o time na pontuação com mais de 19 pontos por jogo.
Em 13 de Abril de 2019, Robinson foi preso e acusado de desordem junto com Jalen Mills do Philadelphia Eagles em frente a uma boate. Robinson foi levado para o hospital com ferimentos. No final do dia, os Wizards disseram que não iriam estender o contrato de Robinson.
Robinson se juntou ao Portland Trail Blazers para a Summer League de 2019 em Las Vegas.
Em 23 de julho de 2019, o Toronto Raptors anunciou que assinou com Robinson. Eles o dispensaram em 19 de outubro de 2019. Ele foi adicionado ao elenco do afiliado dos Raptors na G-League, Raptors 905.

## Estatísticas

### NBA

#### Temporada regular
| Ano      | Time       | PJ | MPJ  | AP   | 3P   | LL   | RT  | AS | BR  | TO | PPJ |
| -------- | ---------- | -- | ---- | ---- | ---- | ---- | --- | -- | --- | -- | --- |
| 2017–18  | Washington | 1  | 13.0 | .333 | –    | –    | 5.0 | .0 | 1.0 | .0 | 2.0 |
| 2018–19  | Washington | 7  | 13.6 | .594 | .000 | .643 | 2.9 | .9 | .6  | .9 | 6.7 |
| Carreira | Carreira   | 8  | 13.5 | .571 | .000 | .643 | 3.1 | .8 | .6  | .8 | 6.1 |

### Universidade
| Ano      | Time     | PJ  | MPJ  | AP   | 3P   | LL   | RT  | AS | BR | TO | PPJ  |
| -------- | -------- | --- | ---- | ---- | ---- | ---- | --- | -- | -- | -- | ---- |
| 2014–15  | Florida  | 33  | 19.0 | .402 | .256 | .636 | 2.8 | .7 | .5 | .4 | 6.4  |
| 2015–16  | Florida  | 36  | 23.1 | .458 | .340 | .756 | 5.6 | .5 | .5 | .6 | 9.0  |
| 2016–17  | Florida  | 36  | 26.4 | .475 | .391 | .723 | 6.1 | .6 | .9 | .8 | 11.1 |
| Carreira | Carreira | 105 | 23.0 | .450 | .336 | .714 | 4.9 | .6 | .6 | .6 | 8.9  |

Fonte: